# Carinisphindus skotios
Carinisphindus skotios es una especie de coleóptero de la familia Sphindidae.

## Distribución geográfica
Habita en las Bahamas.